# Cormoz
Cormoz (prononcé Cormo) est une commune française située dans le département de l'Ain, en région Auvergne-Rhône-Alpes.
Ses habitants s'appellent les Cormoziens.

## Géographie
Cormoz fait partie de la Bresse savoyarde. Elle est arrosée par le Sevron, qui constitue la limite est de la commune, ainsi que par son affluent l'Avignon. La Sâne Morte, quant à elle, constitue la limite ouest de la commune.
Les principales routes qui traversent Cormoz sont la D 996, dans le sens nord-sud et la D 56, dans le sens ouest-est ; elles se croisent non loin du bourg.

### Climat
Pour des articles plus généraux, voir Climat d'Auvergne-Rhône-Alpes et Climat de l'Ain.
En 2010, le climat de la commune est de type climat océanique dégradé des plaines du Centre et du Nord, selon une étude du CNRS s'appuyant sur une série de données couvrant la période 1971-2000. En 2020, Météo-France publie une typologie des climats de la France métropolitaine dans laquelle la commune est exposée à un climat semi-continental et est dans la région climatique Bourgogne, vallée de la Saône, caractérisée par un bon ensoleillement (1 900 h/an), un été chaud (18,5 °C), un air sec au printemps et en été et des vents faibles.
Pour la période 1971-2000, la température annuelle moyenne est de 11,3 °C, avec une amplitude thermique annuelle de 17,7 °C. Le cumul annuel moyen de précipitations est de 1 051 mm, avec 12,1 jours de précipitations en janvier et 8 jours en juillet. Pour la période 1991-2020, la température moyenne annuelle observée sur la station météorologique de Météo-France la plus proche, « Varennes-st-sa », sur la commune de Varennes-Saint-Sauveur à 4 km à vol d'oiseau, est de 12,1 °C et le cumul annuel moyen de précipitations est de 1 043,2 mm,. Pour l'avenir, les paramètres climatiques de la commune estimés pour 2050 selon différents scénarios d'émission de gaz à effet de serre sont consultables sur un site dédié publié par Météo-France en novembre 2022.

## Urbanisme

### Typologie
Au 1er janvier 2024, Cormoz est catégorisée commune rurale à habitat dispersé, selon la nouvelle grille communale de densité à 7 niveaux définie par l'Insee en 2022.
Elle est située hors unité urbaine. Par ailleurs la commune fait partie de l'aire d'attraction de Bourg-en-Bresse, dont elle est une commune de la couronne,. Cette aire, qui regroupe 80 communes, est catégorisée dans les aires de 50 000 à moins de 200 000 habitants,.

### Occupation des sols
L'occupation des sols de la commune, telle qu'elle ressort de la base de données européenne d’occupation biophysique des sols Corine Land Cover (CLC), est marquée par l'importance des territoires agricoles (87,7 % en 2018), en diminution par rapport à 1990 (89,5 %). La répartition détaillée en 2018 est la suivante : 
terres arables (40,7 %), zones agricoles hétérogènes (27,6 %), prairies (19,4 %), forêts (8,8 %), zones urbanisées (3,4 %), milieux à végétation arbustive et/ou herbacée (0,1 %).
L'évolution de l’occupation des sols de la commune et de ses infrastructures peut être observée sur les différentes représentations cartographiques du territoire : la carte de Cassini (XVIIIe siècle), la carte d'état-major (1820-1866) et les cartes ou photos aériennes de l'IGN pour la période actuelle (1950 à aujourd'hui).

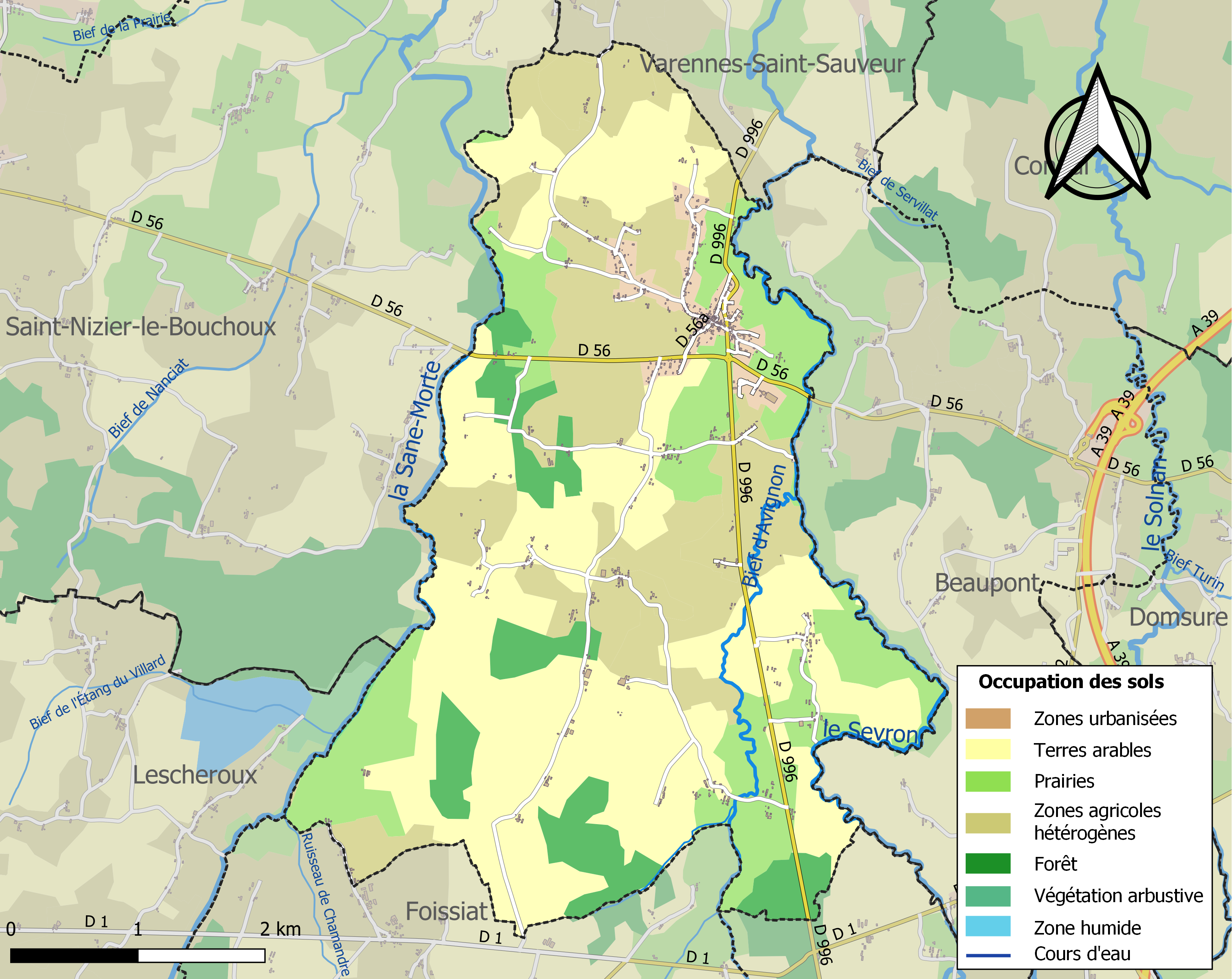
Carte des infrastructures et de l'occupation des sols de la commune en 2018 (CLC).

## Histoire

### Hameaux

#### Avignon
En 1272, Poncet de Gigny et Humbert de Tregnay reconnurent tenir du fief d'Amédée V de Savoie, seigneur de Bâgé, tout ce qu'ils possédaient à Avignon (Villa de Avignion).

## Politique et administration

### Découpage territorial
La commune de Cormoz est membre de la communauté d'agglomération du Bassin de Bourg-en-Bresse, un établissement public de coopération intercommunale (EPCI) à fiscalité propre créé le 1er janvier 2017 dont le siège est à Bourg-en-Bresse. Ce dernier est par ailleurs membre d'autres groupements intercommunaux.
Sur le plan administratif, elle est rattachée à l'arrondissement de Bourg-en-Bresse, au département de l'Ain et à la région Auvergne-Rhône-Alpes. Sur le plan électoral, elle dépend du  canton de Saint-Étienne-du-Bois pour l'élection des conseillers départementaux, depuis le redécoupage cantonal de 2014 entré en vigueur en 2015, et de la première circonscription de l'Ain  pour les élections législatives, depuis le dernier découpage électoral de 2010.

### Administration municipale

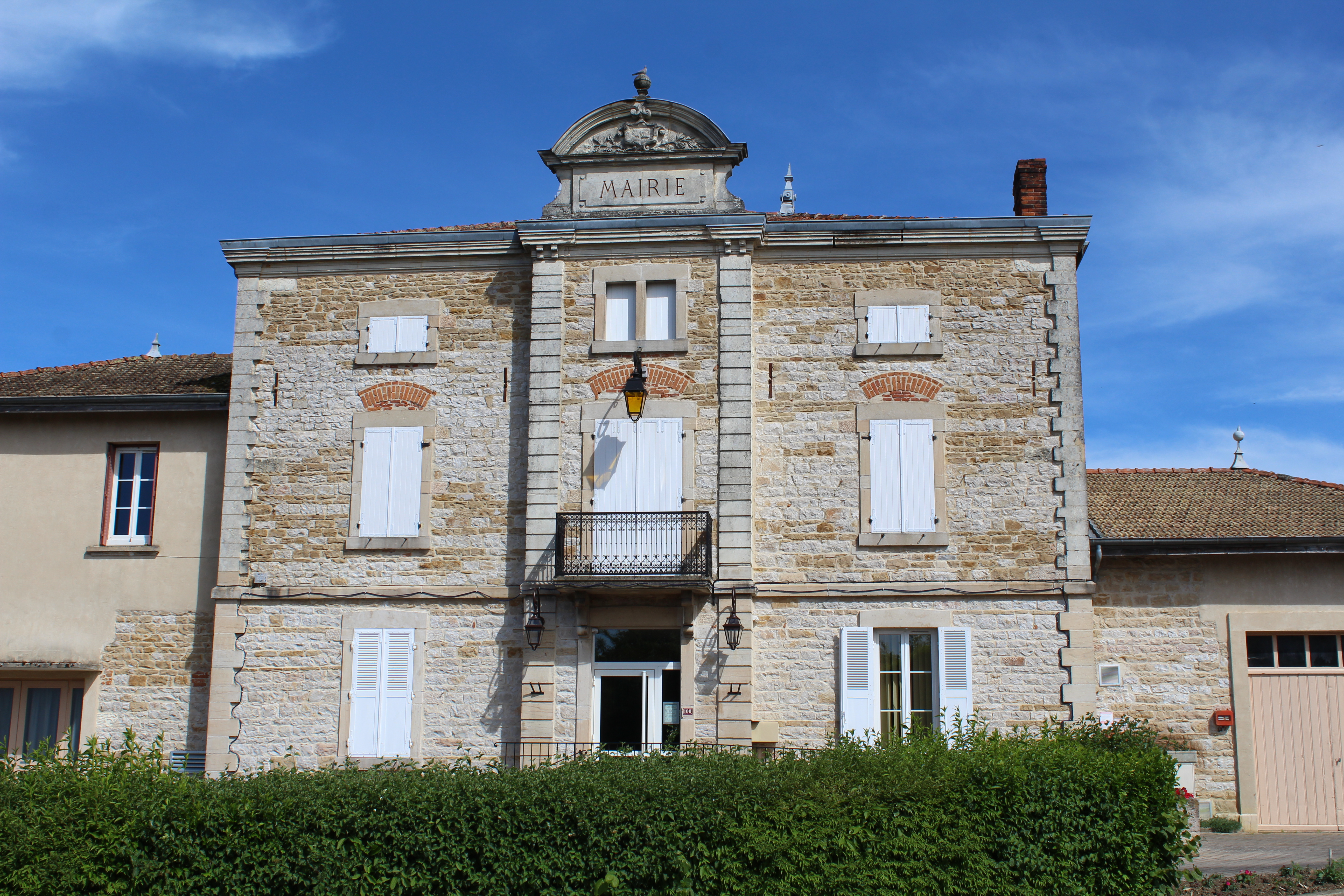
Mairie.

| Période                                  | Période  | Identité                      | Étiquette | Qualité                                                                                                 |
| ---------------------------------------- | -------- | ----------------------------- | --------- | --- |
| 1800 (an VIII)                           | 1815     | Joseph Vitte                  |           | |
| 1815                                     | 1835     | Jean Marie Vitte              |           | Fils de Joseph                                                                                          |
| 1835                                     | 1841     | François Pin                  |           | |
| 1842                                     | 1843     | Joseph Marie Maîtrepierre     |           | Beau-frère de Jean-Marie Vitte                                                                          |
| 1844                                     | 1848     | Jean Marie Philibert Vitte    |           | Fils de Jean Marie                                                                                      |
| 1848                                     | 1860     | Joseph Marie Victor Vitte     |           | Fils de Jean Marie                                                                                      |
| 1860                                     | 1888     | François Perret               |           | Notaire à Cormoz de 1852 à 1888                                                                         |
| 1888                                     | 1915     | Joseph Marie Vitte            |           | Fils de Jean Marie Philibert                                                                            |
| 1915                                     | 1917     | Poste vacant                  |           | François Chanel, adjoint, faisant fonction de maire                                                     |
| 1917                                     | 1919     | Poste vacant                  |           | Joseph "Élie" Cadoux, conseiller municipal délégué faisant fonction de maire (août /sept 1917-déc 1919) |
| 1919                                     | 1927     | Joseph "Élie" Cadoux          |           | Petit-neveu par alliance de Jean-Marie Vitte                                                            |
| 1927                                     | 1942     | Joseph Chanel                 |           | |
| 1942                                     | 1943     | Henri Bernard                 |           | |
| 1943                                     | 1944     | François Jannet               |           | |
| 1944                                     | 1945     | Marcel Dumont                 |           | |
| 1945                                     | 1953     | Aimé Fion                     |           | |
| 1953                                     | 1959     | Henri Bernard                 |           | |
| 1959                                     | 1971     | Jacques François Joseph Bilon |           | |
| 1971                                     | 1975     | Serge Rémy Raymond Bouilloux  |           | |
| 1975                                     | 1977     | Roger Aimé Puthet             |           | |
| 1977                                     | 1989     | André Fion                    |           | |
| 1989                                     | 2008     | Laurent Hubert Chavanel       |           | Réélu en 2001                                                                                           |
| 2008                                     | 2012     | Alain Clair Donguy            |           | Démissionne pour raisons de santé                                                                       |
| 2012                                     | 2020     | Pierre Riondy                 | SE        | Artisan - Réélu en 2014                                                                                 |
| 2020                                     | En cours | Nicolas Schweitzer            |           | |
| Les données manquantes sont à compléter. |          |                               |           | |

## Démographie
L'évolution du nombre d'habitants est connue à travers les recensements de la population effectués dans la commune depuis 1793. Pour les communes de moins de 10 000 habitants, une enquête de recensement portant sur toute la population est réalisée tous les cinq ans, les populations de référence des années intermédiaires étant quant à elles estimées par interpolation ou extrapolation. Pour la commune, le premier recensement exhaustif entrant dans le cadre du nouveau dispositif a été réalisé en 2005.
En 2022, la commune comptait 704 habitants, en évolution de +6,34 % par rapport à 2016 (Ain : +5,15 %, France hors Mayotte : +2,11 %).
Comme la grande majorité des communes de la Haute Bresse, essentiellement rurales, Cormoz a vu sa population diminuer de manière quasi constante entre le début du XXe siècle et 1990. Ceci était essentiellement dû à l'exode vers les métropoles voisines, à l'augmentation de la taille unitaire des exploitations agricoles et à leur mécanisation qui a réduit considérablement la main d'œuvre nécessaire.
De 2006 à 2007, on constate une augmentation de la population. On peut y voir le signe d'un intérêt croissant pour la vie à la campagne. Le prix modeste du logement et du terrain à bâtir (25 €/m2 actuellement[Quand ?]), la multiplication et la baisse relative du coût des automobiles, la relative fluidité de la circulation dans la région permettent aisément d'aller travailler dans les agglomérations voisines en profitant de la vie paisible et du charme de la campagne une fois rentré chez soi.
Ainsi, si en 2001 une seule naissance n'a pas compensé les 6 décès, les 14 nouveaux arrivants laissent un solde largement positif.
| 1793  | 1800  | 1806  | 1821  | 1831  | 1836  | 1841  | 1846  | 1851  |
| ----- | ----- | ----- | ----- | ----- | ----- | ----- | ----- | ----- |
| 1 035 | 1 083 | 1 074 | 1 043 | 1 061 | 1 136 | 1 080 | 1 080 | 1 157 |

| 1856  | 1861  | 1866  | 1872  | 1876  | 1881  | 1886  | 1891  | 1896  |
| ----- | ----- | ----- | ----- | ----- | ----- | ----- | ----- | ----- |
| 1 091 | 1 089 | 1 154 | 1 167 | 1 185 | 1 174 | 1 175 | 1 120 | 1 104 |

| 1901  | 1906  | 1911  | 1921 | 1926 | 1931 | 1936 | 1946 | 1954 |
| ----- | ----- | ----- | ---- | ---- | ---- | ---- | ---- | ---- |
| 1 077 | 1 055 | 1 075 | 924  | 996  | 944  | 909  | 867  | 767  |

| 1962 | 1968 | 1975 | 1982 | 1990 | 1999 | 2005 | 2006 | 2010 |
| ---- | ---- | ---- | ---- | ---- | ---- | ---- | ---- | ---- |
| 708  | 640  | 572  | 550  | 502  | 512  | 509  | 497  | 625  |

| 2015 | 2020 | 2022 | - | - | - | - | - | - |
| ---- | ---- | ---- | - | - | - | - | - | - |
| 663  | 702  | 704  | - | - | - | - | - | - |

## Lieux et monuments
- La chapelle Notre-Dame-de-Prompt-Secours de Bellor, lieu de pèlerinage.
- L'église Saint-Pancrace, construite en 1852 et agrandie en 1881[21]

## Vie locale

### La fête des Gaufres
Depuis plus de 50 ans, l'amicale des sapeurs-pompiers de Cormoz organise le dernier week-end de mars sur deux jours la fabrication et la vente de gaufres bressans (nom masculin, on dit "on gôfrou" (un gaufre) en patois bressan), à emporter ou à déguster chauds sur place, nature ou garnis de fromage vieux (ou "pourri" et non pas fromage fort comme on dit à tort aujourd'hui), confitures, etc.